# Bob Mathias
Robert Bruce »Bob« Mathias, ameriški atlet, filmski igralec in politik, * 17. november 1930, Tulare, Kalifornija, ZDA, † 2. september 2006, Fresno, Kalifornija.
Mathias je v svoji karieri nastopil na poletnih olimpijskih igrah v letih 1948 v Londonu in 1952 v Helsinkih, kjer je kot prvi atlet dvakrat zapored osvojil naslov olimpijskega prvaka v deseteroboju. Dvakrat je postavil nov svetovni rekord v deseteroboju, 30. junija 1950 je dosegel 8042 točk (7287 po aktualnem točkovanju) in 26. julija 1952 ob olimpijski zmagi 7887 točk (7592 po aktualnem točkovanju). 21. novembra 2014 je bil sprejet v Mednarodni atletski hram slavnih.
V petdesetih letih je igral v nekaj filmih in televizijskih serijah. Med letoma 1967 in 1975 je bil član ameriškega kongresa za republikansko stranko.